# Concattedrale di San Pietro Apostolo (Feltre)
La concattedrale di San Pietro Apostolo è l'edificio di culto più importante della città di Feltre, in provincia di Belluno e diocesi di Belluno-Feltre; è sede della parrocchia di San Pietro Apostolo, compresa nella convergenza foraniale di Feltre-Lamon-Pedavena. È monumento nazionale italiano.

## Storia

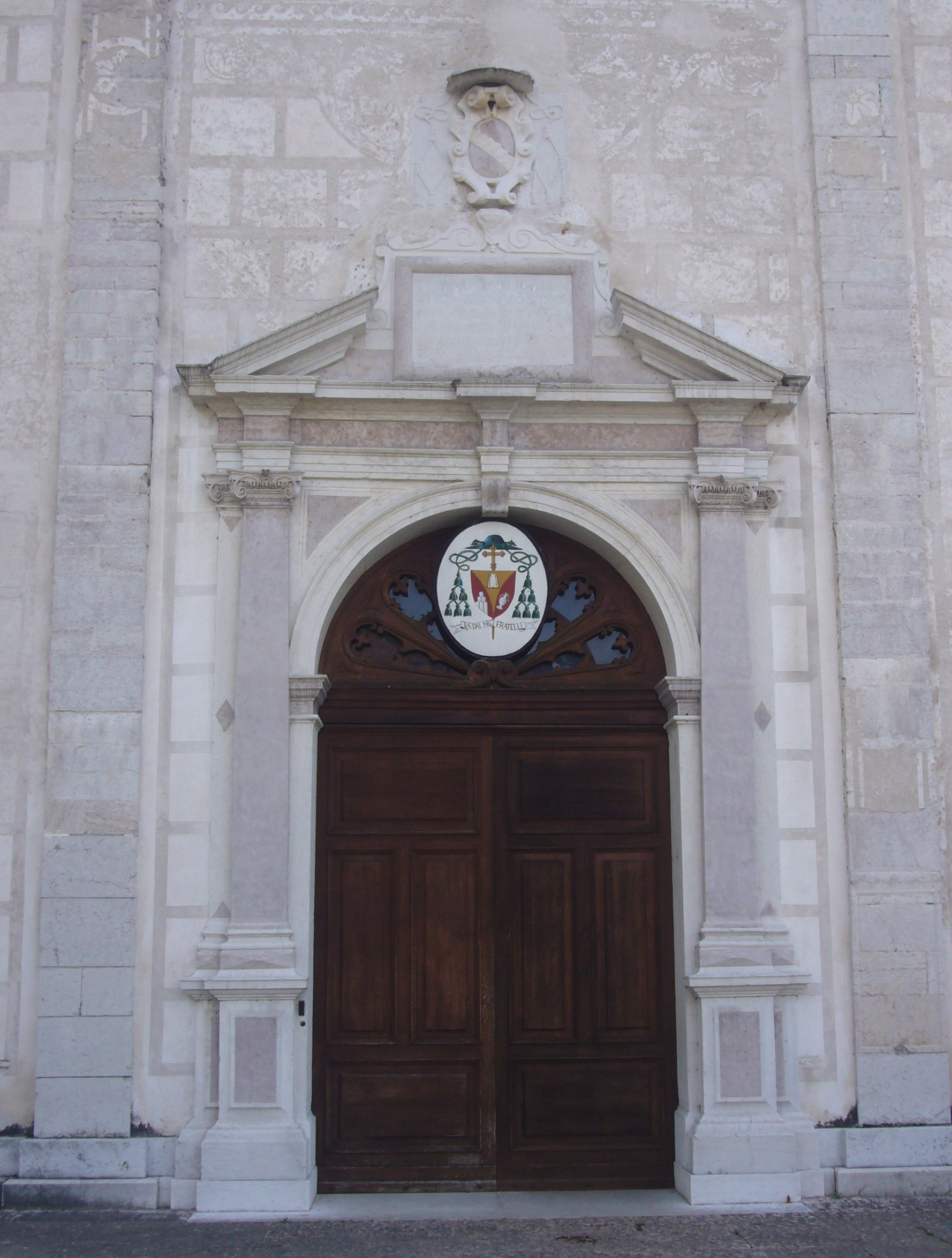
Portale maggiore

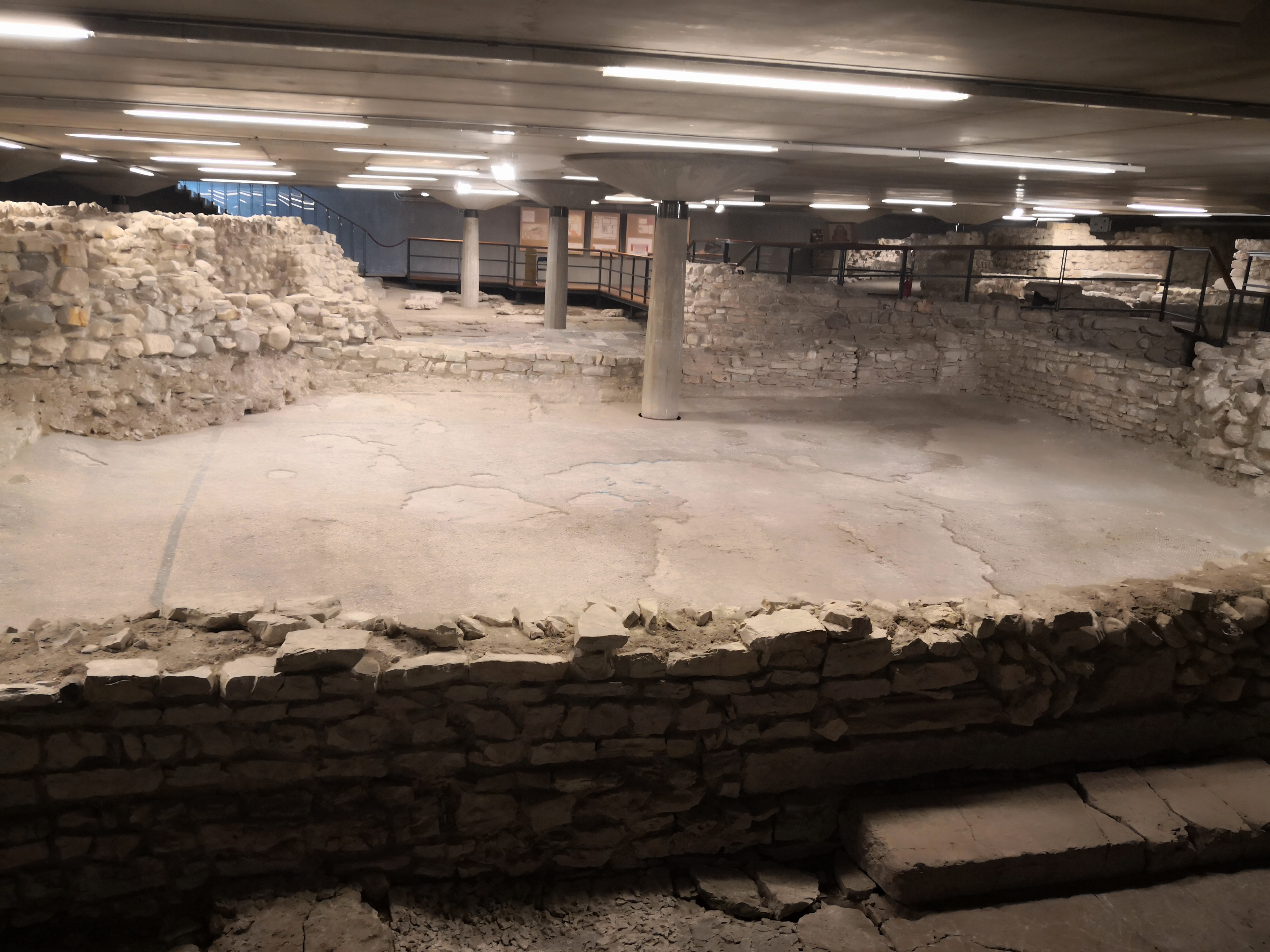
Vista parziale dell'area archeologica sotto il sagrato

Di antichissima fondazione, conobbe uno sviluppo artistico tra il 1472 e il 1502 come testimoniato dagli atti capitolari con la consacrazione dell'altare maggiore e delle cappelle laterali l'8 novembre e il 4 dicembre 1474. Il successivo secondo periodo di abbellimenti vide collaborare intagliatori e scultori come Gerolamo Lusa e Vittore Scienza: della ricca serie di affreschi interni restano ben poche tracce conservate sia in cripta che nelle soffitte. Quando Sigismondo d'Austria minacciò i territori della diocesi feltrina combattendo in Valsugana nel 1487, l'arcidiacono del capitolo della cattedrale mise una prima volta in salvo mobili, arredi di sacrestia e atti capitolari. Tuttavia, quando nel 1509 tornarono a Feltre le truppe di Massimiliano d'Asburgo, nemmeno la cattedrale fu risparmiata, subendo anch'essa nel 1510 la devastazione dell'incendio appiccato dalle truppe di Massimiliano d'Austria. Tra il 1514 e il 1585 fu ricostruita in forme rinascimentali, ad eccetto dell'abside che resistette alla distruzione, ma andarono perdute le opere d'arte e gli abbellimenti architettonici realizzati in pieno Umanesimo.Nel XVII secolo fu restaurata a spese del vescovo Bartolomeo Gera, del capitolo, della comunità, del Monte di Pietà e del nobile Francesco Angeli.

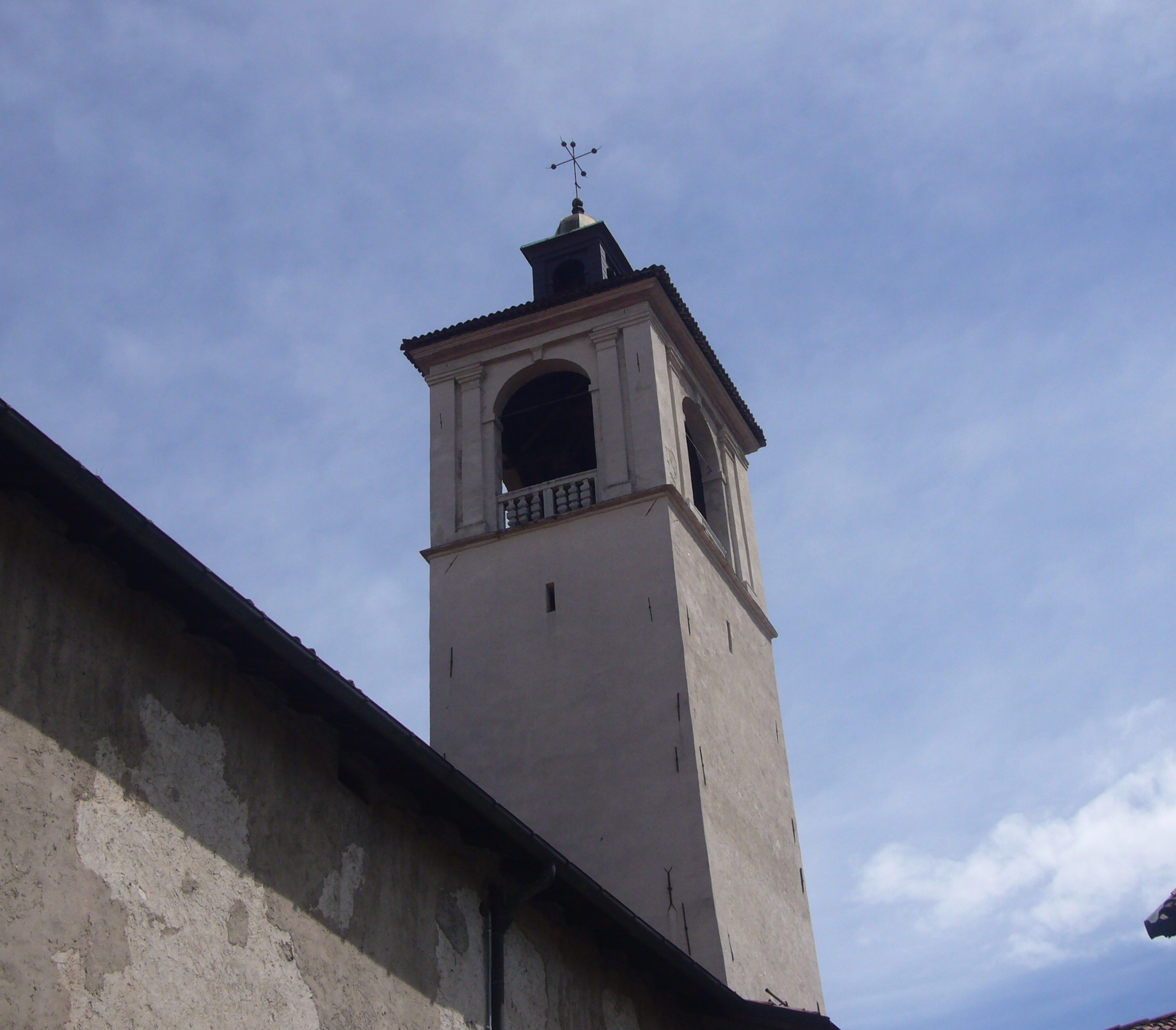
Campanile

Nel 1894 l'ingegner Giobatta Sanguinazzi ne modificò la facciata.
Il campanile fu eretto nel 1392 e parzialmente rimaneggiato nel 1690.
Già cattedrale dell'antica diocesi di Feltre, ha assunto il titolo di concattedrale a seguito della piena unione delle diocesi di Belluno e Feltre disposta dalla Congregazione per i vescovi il 30 settembre 1986.

## Descrizione

### Esterno
La facciata, leggermente concava, è impreziosita da un graffito di Lorenzo Luzzo.
Sotto il sagrato si sviluppa un'area archeologica che conserva resti monumentali di epoca romana e medievale.

### Interno

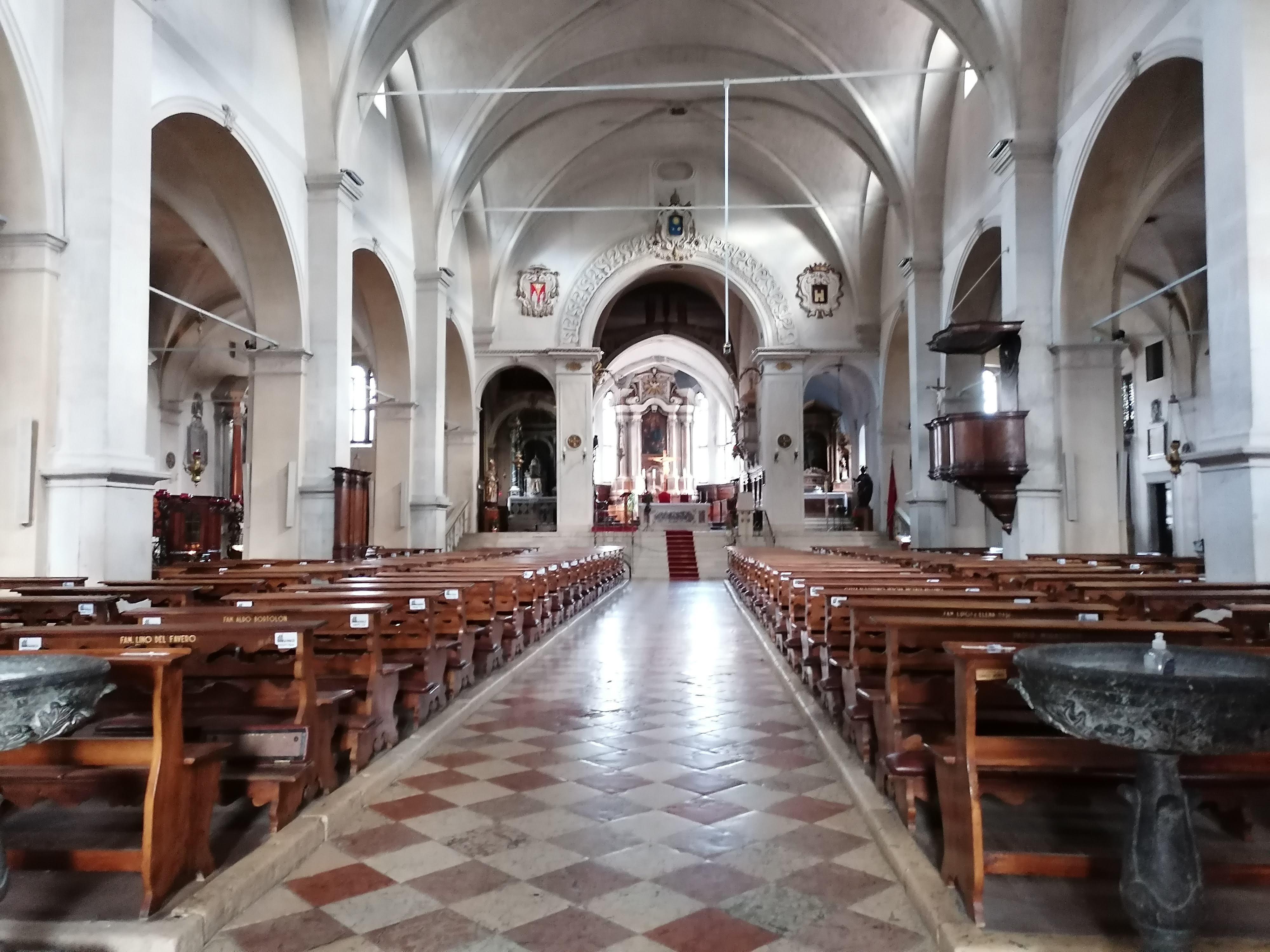
Interno

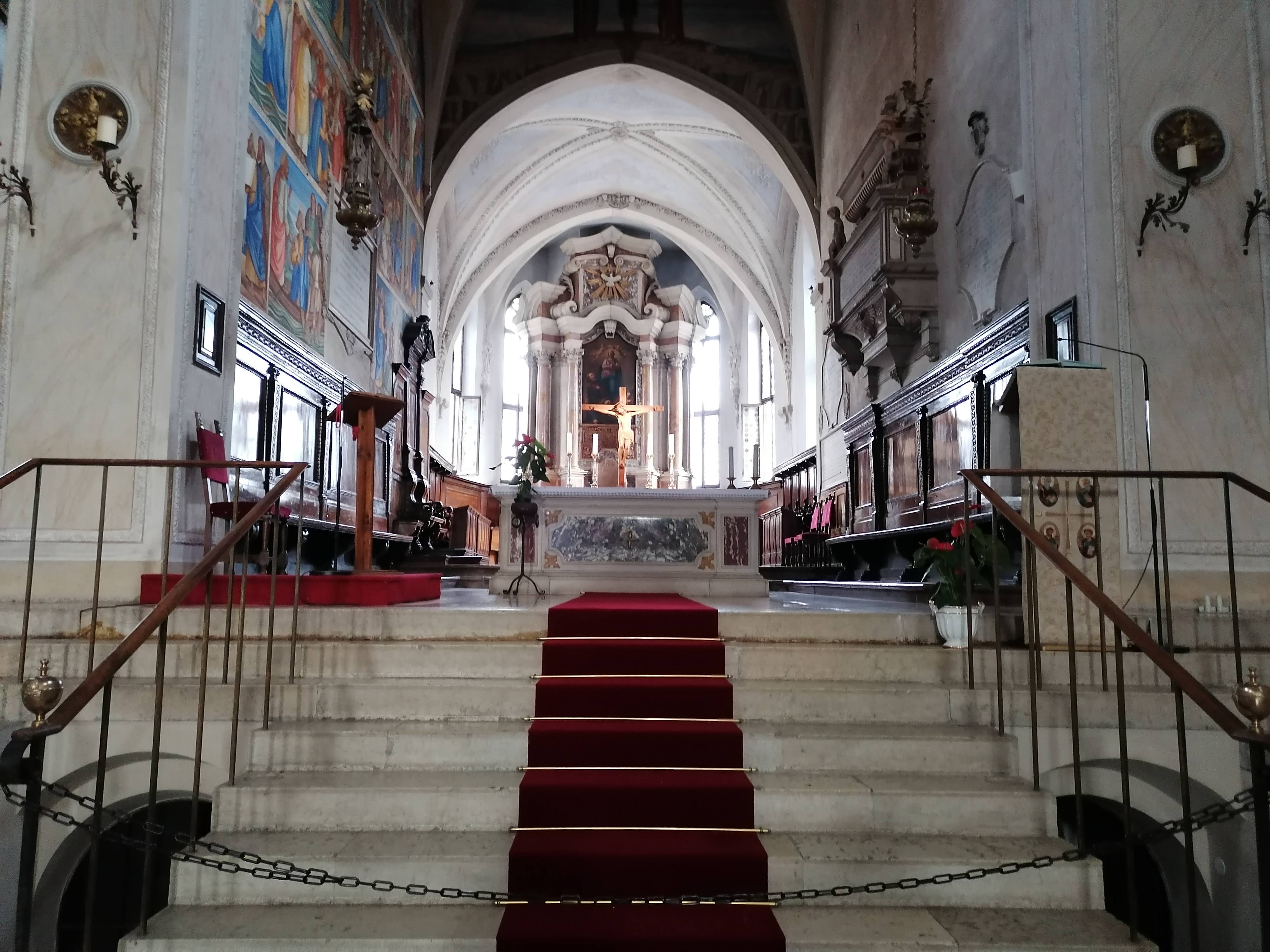
Altare maggiore

Gli altari posti lungo le navate laterali custodiscono opere di Pietro Marescalchi, Francesco Terilli, Domenico Tintoretto, Domenico Falce, Francesco Frigimelica, Agostino Ridolfi, Paolo Dal Pozzo, Francesco Agosti e Ruggero Rossi.
L'abside gotica, poligonale, è disassata (inclinata a sinistra rispetto all'asse dell'edificio), a simboleggiare il capo reclinato di Gesù Cristo crocifisso.
Il presbiterio è impreziosito dalla cattedra vescovile del vescovo Adalgerio Villalta (cimelio monolitico del XIII secolo), da un monumento funebre di Tullio Lombardo, da un altare barocco che custodisce una pala settecentesca di Antonio Lazzarini e da un crocifisso intagliato probabilmente da Vittore Scienza e dipinto da Lorenzo Luzzo.
La cappella del Santissimo, adibita a sepolcreto dei vescovi di Feltre dal vescovo Bartolomeo Gera, conserva opere di Giovanni Battista Volpato con un ciclo pittorico dall'Annunciazione, alla Nascita di Gesù, fino alla visita dei Magi.
La cappella di destra ospita l'altare di San Fedele con la pala di Gesù alla Colonna, opera di Piero Marescalchi, e a lato il dipinto conosciuto come il Carnaio di San Michele di Agostino Ridolfi, un tempo in sala del Santissimo, completando la tela lunga quasi sette metri dello stesso autore, che rappresenta le scene della Passione di Gesù.
Il doppio organo, posto in opera nel 1767, è del celebre organaro veneto Gaetano Callido.

### Cripta

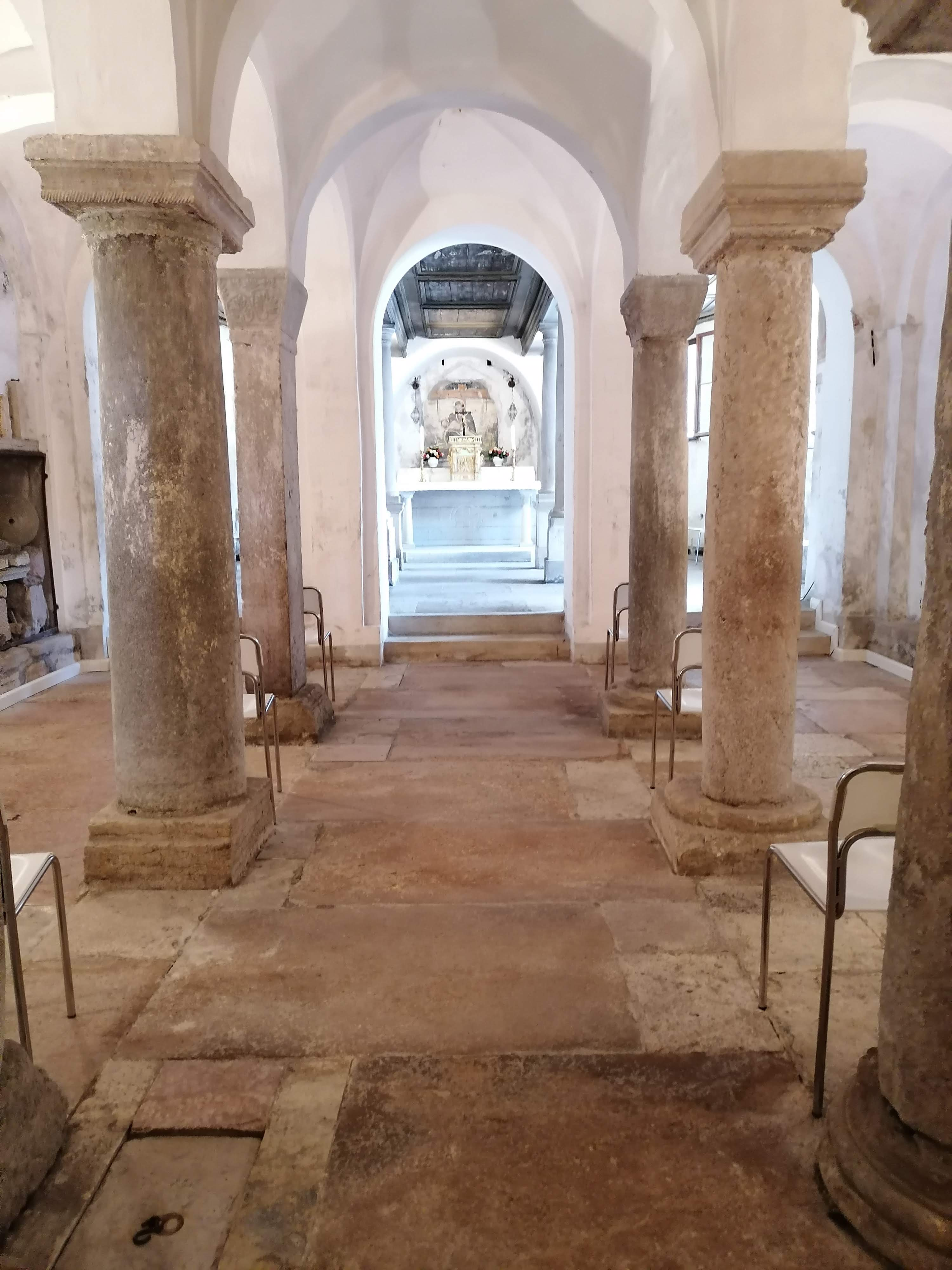
Cripta

La cripta, a tre navate, risale alla seconda metà dell'XI secolo e conserva affreschi di Marco Damello. La sua riscoperta avvenne agli inizi del Novecento. Di essa non se ne parlava da dopo l'incendio, non avendo più diretto accesso alla cattedrale. Fino agli inizi del XX secolo era conosciuta solo la parte più esterna sotto l'abside, accedendo da una porta di lato dal campanile, esternamente. Il suo soffitto a cassettoni rappresentanti le scene della passione, morte e risurrezione di Gesù, fu realizzato da Paolo Dal Pozzo nel 1636. Nel 1937 mons. Pietro Tiziani, arciprete della cattedrale, volle ampliare l'aula dell'oratorio della Pietà e abbattere il muro verso la cattedrale, ritrovando antichi accessi all'aula della chiesa e scoprendo, sotto la pavimentazione di pietra, parti di pavimentazione romana. Reperti romani e paleocristiani, così come colonne e capitelli di epoca romana e di varia provenienza, sostengono tutt'oggi le arcate della cripta.

### Sacrestie e sale capitolari
Le sacrestie e le ampie sale capitolari furono anch'esse ricostruite dopo l'incendio del 1510 e abbellite dal vescovo Gera, il cui stemma ricorre su molte delle opera d'arte oggi visibili. Il mobile di sacrestia è opera di Francesco Terilli e separa i due ingressi di accesso alla antica sala del capitolo, oggi sacrestia dei vescovi, dall'altro la sala detta "Regataria", oggi sala capitolare, che custodisce armadi seicenteschi dipinti con gli stemmi dei titoli canonicali e contenenti la biblioteca musicale e l'archivio capitolare. Da essa, proseguendo, si giunge alla sala della confraternita del Santissimo Sacramento, con il dipinto di Girolamo Turro dedicato alla Cena di Emmaus e alla sala di San Vittore che custodisce armadi settecenteschi dipinti con nodi e radica, contenenti i paramenti sacri e le suppellettili per la liturgia.